# Djémal Bjalava
Djémal Bjalava (ou Djoti Bjalava), né le 22 novembre 1944 à Martvili (Géorgie, à l'époque en URSS), est un sculpteur géorgien contemporain. 

## Biographie

### La Géorgie, et l'URSS
Il commence à sculpter dès l'âge de 6 ans, les personnages mythiques de son pays, l'ancienne Colchide. Bercé par les légendes et la mystique caucasiennes, cette approche le suit tout au long de son parcours d'artiste.
Il est découvert par des mécènes de l'ancienne URSS, et est envoyé à Moscou afin de poursuivre ses études artistiques. Très attaché à ses racines, il revient l’année suivante à Tbilissi, et s'inscrit à l'Académie des Beaux arts.
De 1965 à 1974 il fait ses études à l’Académie des Beaux-Arts de Tbilissi à la faculté de sculpture (bois et métal, puis marbre et pierre), et décide ensuite d'aller travailler en solitaire dans les gorges du Caucase, où il donne ainsi libre cours à son inspiration. Bravant les éléments, il taille pendant 4 ans des figures monumentales dans les parois de granit et de diabase du Caucase.
Quelque temps plus tard il fait la connaissance du Patriarche de Géorgie, Ilya II, et dès lors il est soutenu par l'Église orthodoxe, qui lui passe commande d’œuvres monumentales (calvaires, buste de saints, etc.) ; Djémal Bjalava ne subit pas pour autant le cadre rigide des contraintes artistiques millénaires de l'Église orientale. Durant ces années là il expose aussi à Berlin, Moscou, Tbilissi.

### La France
En 1991, après la restauration de l'indépendance de la Géorgie et l'ouverture des frontières, il arrive dans le sud de la France dans le cadre d'un symposium à Biarritz avant de trouver dans le Lauragais une terre d'ancrage pour engendrer son œuvre en toute liberté. Les pierres d'Aude vont lui donner matière pour sculpter les formes d'une histoire paradoxalement proche et archaïque. 
Depuis cette date, et jusqu'à aujourd'hui, il multiplie les expositions sur le territoire français, non sans rappeler avec humilité : J'utilise le matériau choisi, exploitant toutes les virtualités de la pierre, de sa texture, de ses coloris. L'état initial de la pierre est souvent conservé, soulignant son naturel, sa facture, sa densité, son volume ; ceci est accentué en utilisant les larges surfaces de pierre brute pour habiller les sculptures. Je la travaille directement de mes mains, et sur toutes mes sculptures est immanquablement imprimé le sceau de ce labeur. 